# Großer Tornowsee
Der Große Tornowsee ist ein 10,3 Hektar umfassender See im Naturpark Märkische Schweiz auf der Gemarkung des Dorfes Pritzhagen, einem Ortsteil der Gemeinde Oberbarnim im Brandenburger Landkreis Märkisch-Oderland.
Das naturbelassene eutrophe Gewässer liegt nordöstlich von Buckow, dem Hauptort der Märkischen Schweiz, im Übergangsbereich des südöstlichen Barnimhangs zur Stobberniederung. Nur 250 Meter westlich, aber auf einer tertiären Scholle 17 Meter höher gelegen, folgt der Kleine Tornowsee. Im Natura 2000 Verbund sind die Seen Teil des FFH-Gebietes „Tornowseen-Pritzhagener Berge“. Am Nordufer des ansonsten von Wald umgebenen Sees befindet sich das ehemalige Gut Tornow. Hier ist heute unter anderem die „Schule am Tornowsee“, eine Einrichtung des Landes Brandenburg mit dem sonderpädagogischen Förderschwerpunkt emotionale und soziale Entwicklung beziehungsweise Autismus, untergebracht.

## Geographie

### Geographische Lage, Verkehrs- und Wegeanbindung
Der Große Tornowsee befindet sich in der südöstlichen Ecke der Gemarkung Pritzhagens, das Dorf selbst liegt rund ein Kilometer nördlich. Der Stobber fließt etwa 250 Meter unterhalb des Südufers und umkreist den See in einer Halbkurve nach Norden auch an dessen Ostufer. Oberhalb des Nordostzipfels des Sees folgt am Stobber die Pritzhagener Mühle, an der 1994 im Rahmen eines groß angelegten Renaturierungsprojekts ein Fischpass als flachansteigende Rampe mit Feldsteineinbauten angelegt wurde. Die Fische, die stromaufwärts in die Seen des Buckower Kessels wandern wollen, können seither die 1,40 Meter hohe Staustufe wieder überwinden. Die 1375 erstmals erwähnte und nach ihrer Zerstörung im Dreißigjährigen Krieg 1650 wiederaufgebaute Mühle erhielt bereits 1827 die königliche Schankerlaubnis und gilt als älteste Gaststätte der Märkischen Schweiz. Der Stobber bildet zudem die Gemarkungsgrenze, das Gebiet südlich und östlich des Flusses gehört zu Buckow. Dabei liegt die alte Pritzhagener Mühle bereits auf Buckower, die Gaststätte hingegen noch auf Pritzhagener Gebiet.
Im Straßennetz sind der See und die Mühle ausschließlich über eine Stichstraße zu erreichen, die vom See über den Dorfkern Pritzhagens nach Norden zur Landesstraße 34 führt. Die Landesstraße bindet Pritzhagen quer durch den Naturpark Märkische Schweiz nach Westen über Bollersdorf an die Bundesstraße 168 und nach Nordosten über Reichenberg, Ringenwalde und Karlsdorf an die Bundesstraße 167 bei Altfriedland an. Die Ausflugslinie Märkische Schweiz A930 fährt das Dorf Pritzhagen im Öffentlichen Personennahverkehr an den beiden Wochenend- und Feiertagen von den Bahnhöfen Strausberg und Seelow aus an. Wanderwege führen in alle Himmelsrichtungen, unter anderem auch der Europäische Fernwanderweg E11 auf direktem Weg durch das Stobbertal nach Buckow beziehungsweise in die entgegengesetzte Richtung nach Neuhardenberg. Zudem wird der See von der Oberbarnimer Feldsteinroute passiert.

### Geomorphologie

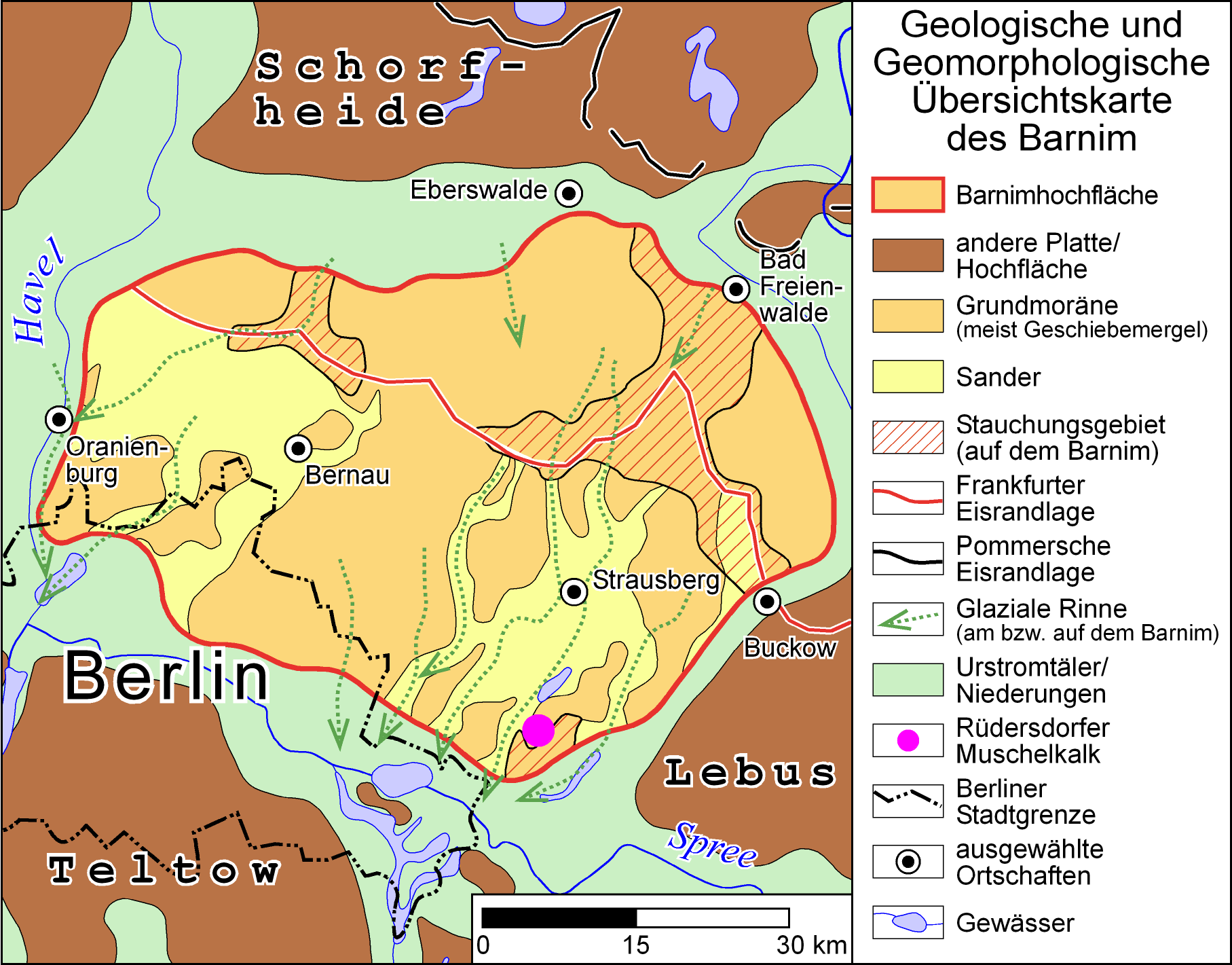
Geologische und Geomorphologische Übersichtskarte des Barnim

Der See liegt am Rande des Buckower Kessels, einem Teil der Buckower Rinne (auch: Löcknitz-Stobber-Rinne). Die glaziale Schmelzwasserrinne hat sich in den letzten beiden Phasen der Weichsel-Eiszeit zwischen dem von Toteis gefüllten Oderbruch und dem Berliner Urstromtal (heutiges Spreetal) herausgebildet und trennt die Barnimplatte von der Lebuser Platte. Die rund 30 Kilometer lange und zwei bis sechs Kilometer breite Rinne entwässert vom Niedermoor- und Quellgebiet Rotes Luch über Stobberbach/Löcknitz nach Südwesten zur Spree und über den Stobber nach Nordosten zur Oder.
Der südöstliche Barnimhang ist im Bereich der Tornowseen als Stauchmoräne ausgebildet, die während der saalezeitlichen Eisvorstöße durch eine zum Teil kräftige Stauchung (Störung) der älteren Sedimente im Untergrund des Barnim zwischen den auch heute noch besonders hoch gelegenen Freienwalder Höhen (auch als Wriezener Höhe bezeichnet) und dem Buckower Kessel entstand. Neben älteren eiszeitlichen Ablagerungen wurde großflächig Material aus dem Tertiär in die Stauchmoränen eingepresst. Der westlich benachbarte Kleine Tornowsee (36,7 m ü. NN) liegt, nur 250 Meter vom Großen See entfernt, 17 Meter höher auf einer derartigen tertiären Scholle. Das für Brandenburger Verhältnisse vergleichsweise reliefstarke Gebiet ist von tiefen Kehlen durchzogen. Die Kehlen, eine Besonderheit der Märkischen Schweiz, sind von Schmelzwässern in die südlichen Barnimhänge eingeschnittene Schluchten wie die Wolfsschlucht, die sich im sukzessive wärmer werdenden Klima durch Erosion vergrößert haben und heute trocken liegen. Oberhalb des Großen Tornowsees erstreckt sich die Silberkehle (zum Namen siehe unten) bis unterhalb des Dachsberges (106 m ü. NN), dem nordwestlich der Krugberg folgt, mit 129 Metern die höchste Erhebung der Märkischen Schweiz. Als typische Toteisseen entstanden die Gewässer des Buckower Kessels, darunter der zentrale 137 Hektar große Schermützelsee, durch das Abschmelzen von Toteis und dem Nachsacken des darüber befindlichen Sedimentmaterials. Zwischen dem Südufer des von West nach Ost gestreckten Sees und der Stobberniederung steigt das Gelände bis zum 49 Meter hogen Ziegenhals noch einmal an. Das schmale Ostufer liegt hingegen nahezu auf dem Höhenniveau des Flusslaufs, der eine Nordschleife um den See beschreibt. Vom Ostufer führt durch versumpftes Gelände ein Abflussgraben, der kurz unterhalb der Pritzhagener Mühle in den Stobber mündet.

## Naturschutz, Flora und Fauna

### Natura 2000, FFH-Gebiet, Europäisches Vogelschutzgebiet
Der Große Tornowsee ist Teil des kohärenten europäischen ökologischen Netzes besonderer Schutzgebiete Natura 2000. Unter den zehn FFH-Gebieten des Naturparks Märkische Schweiz zur Erhaltung der natürlichen Lebensräume sowie der wildlebenden Tiere und Pflanzen ist er dem FFH-Gebiet „Tornowseen-Pritzhagener Berge“ zugeordnet. Der Steckbrief des Bundesamtes für Naturschutz (BfN) enthält für das 682 Hektar umfassende Gebiet unter der Nummer 3450-306 folgende Beschreibung:

„Reich strukturierter Stauch-Endmoränenkomplex mit ausgeprägten, in historischen Waldrodungsperioden entstandenen Kerbtälern, dem dystrophen Kleinen und dem eutrophen Großen Tornowsee, naturnahen Laubmischwäldern und dem naturnahen Sophienfließ.“

Das Gewässer gehört auf Basis der Richtlinie des Rates vom 2. April 1979 über die Erhaltung der wildlebenden Vogelarten zudem zum Europäischen Vogelschutzgebiet „Märkische Schweiz“, das im Übergangsbereich des Stobbertals zum Oderbruch im Europäischen Vogelschutzgebiet Altfriedländer Teich- und Seengebiet seinen ausgeprägtesten Sektor hat. Ohne ihn einzuschließen, grenzt das besonders ausgewiesene Naturschutzgebiet Stobbertal an das Süd-, Ost- und zum Teil an das Nordufer des Sees.

### Pflanzen und Pflanzengemeinschaften

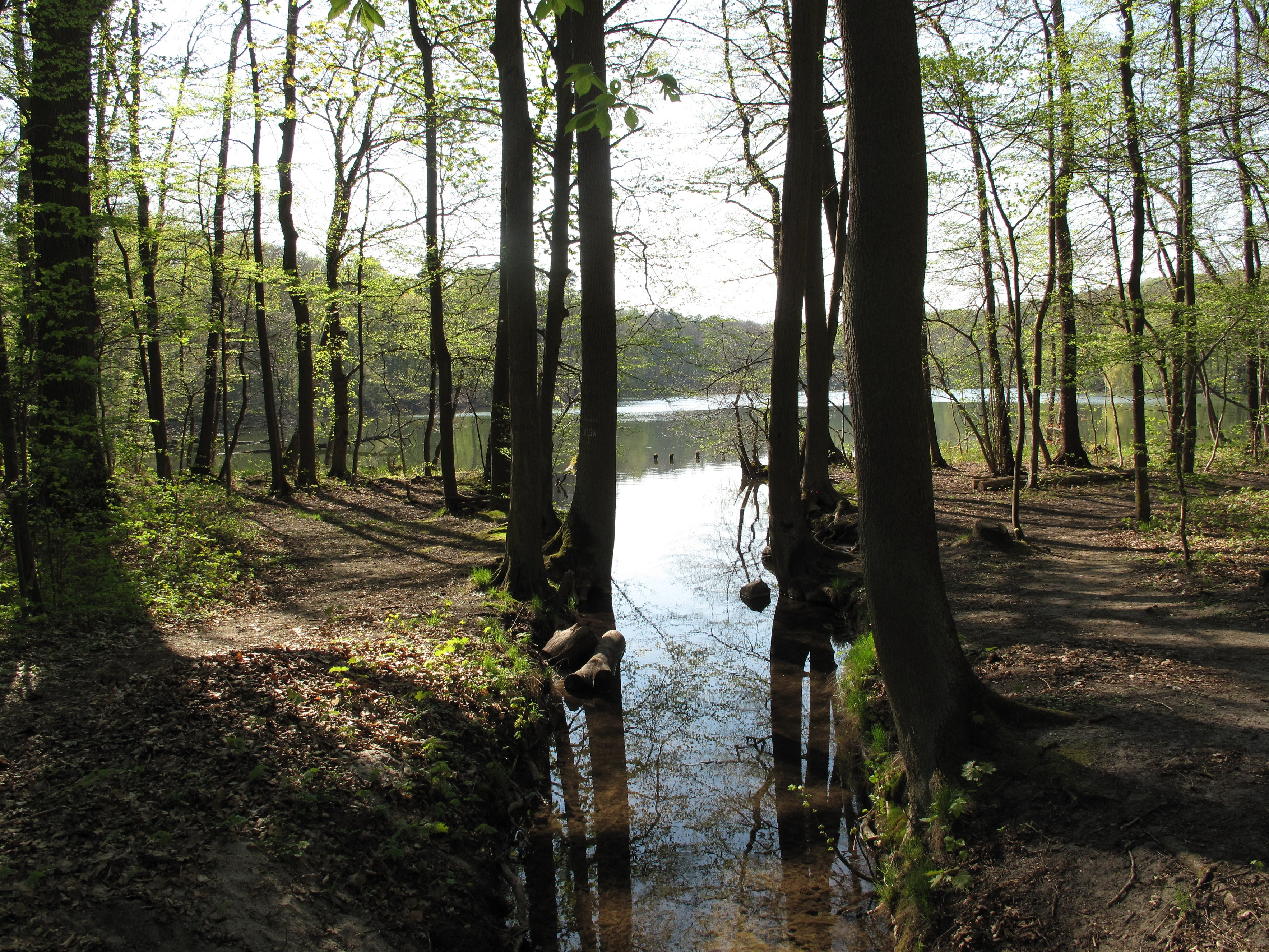
Wald am Abflussgraben zum Stobber

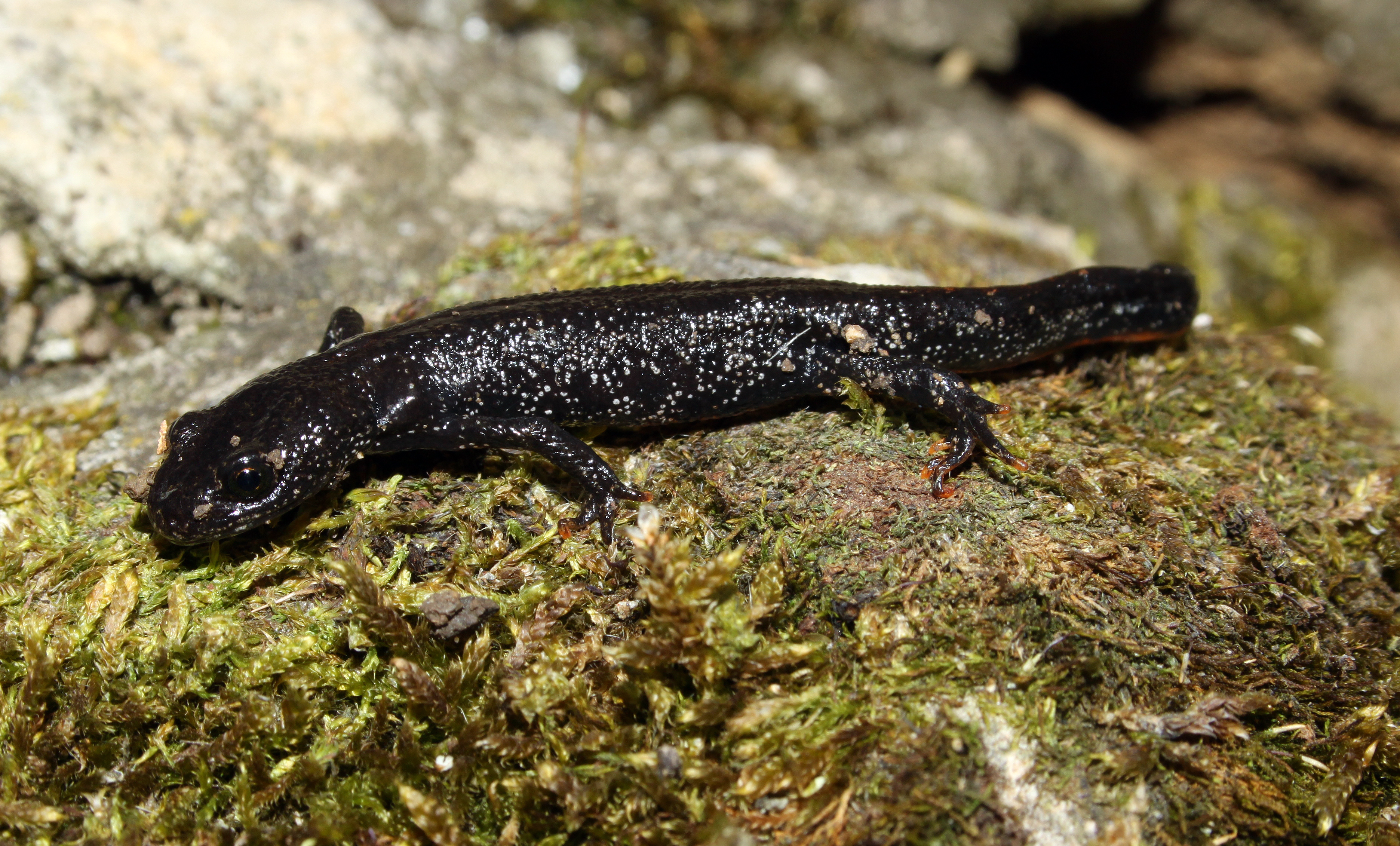
Der in Brandenburg stark gefährdete Nördliche Kammmolch

Unter den Lebensraumtypen listet der FFH-Steckbrief folgende Pflanzen- beziehungsweise Waldgesellschaften auf: Schlucht- und Hangmischwälder (Code 9180; Tilio-Acerion), Erlen-Eschen- und Weichholzauenwälder (91E0), Labkraut-Eichen-Hainbuchenwälder (9170, Galio-Carpinetum), Sternmieren-Eichen-Hainbuchenwälder (9160; Stellario-Carpinetum) und Fließgewässer mit flutender Wasservegetation (3260). Die Silberkehle weist einen besonders hohen Anteil an Rotbuchen auf. Den reich strukturierten Laubwald prägen ferner Stiel- und Traubeneichen, Blutbuchen und Robinien sowie an den etwas feuchteren Standorten Ulmen-, Ahorn- und Lindenarten. Am Boden finden sich nach der Bundesartenschutzverordnung (BArtSchV) in Deutschland besonders geschützte Leberblümchen sowie Gelbe Anemonen, Bachkraut, Wiesenprimel und Großblütiges Springkraut. Eine besondere Rolle für die Ökologie spielen die reichen Totholzbestände. In der Rinde, im Holz, im Baummulm, in Baumhöhlen und in Sonderstrukturen wie Saftflüssen, Ameisennestern oder Brandstellen entstehen Lebensgemeinschaften von Tieren und Pflanzen, die auf Totholz angewiesen und vielfach auf der Roten Liste der vom Aussterben bedrohten Arten vertreten sind.

### Tiere
Durch die Wälder streifen Rehe, Schwarzwild und Füchse sowie seit den 2000er-Jahren zunehmend auch Marderhunde und die Neozoen Waschbären und Minks. Unter den zu schützenden Säugetieren führt der FFH-Steckbrief den Fischotter und die Mopsfledermaus an. Beide Tiere zählen laut Roter Liste in Brandenburg zu den vom Aussterben bedrohten Arten. Über den Schutz der reichen Fledermausvorkommen im Naturpark informiert das nordöstlich des Sees gelegene Fledermaus-Museum Julianenhof. In der Amphibien-Biozönose nimmt das Vorkommen des Nördlichen Kammmolchs einen besonderen Stellenwert ein. Der Wassermolch aus der Ordnung der Schwanzlurche ist nach dem Bundesnaturschutzgesetz (BNatSchG) streng geschützt und auch die Fauna-Flora-Habitat-Richtlinie führt ihn im Anhang II als streng zu schützende Art, für die eigens Schutzgebiete auszuweisen sind. In Brandenburg gilt er als stark gefährdet.
Der FFH-Steckbrief listet ferner den Europäischen Schlammpeitzger auf, der in der Roten Liste Deutschland in der Kategorie 2 stark gefährdet, in Brandenburg in der Kategorie 3 gefährdet eingestuft ist. Im Großen Tornowsee kommen ferner die laut Roter Liste Brandenburg im Bestand zurückgehenden Aale vor. Vereinzelt leben zudem Welse (Vorwarnstufe) und Hechte im Gewässer. Hauptfischarten sind Karpfen, Brassen, Güstern, Barsche, Rotauge, Rotfeder, Schleie und Ukelei. Der See ist Angelgewässer und wird vom Kreisanglerverband Märkisch Oderland e.V. (Bereich Strausberg) betreut.

## Geschichte

### Ersterwähnungen und Etymologie
Die Gewässer wurden, soweit bekannt, erstmals 1300 in einer Urkunde, die in den von Hermann Krabbo und Georg Winter bearbeiteten und 1955 neu herausgegebenen Regesten der Markgrafen von Brandenburg aus askanischem Hause enthalten ist, erwähnt. In dieser Urkunde vom 19. November 1300, in der Markgraf Albrecht III. (Mitregent) dem Zisterzienserinnen-Kloster Friedland seinen Gesamtbesitz bestätigte, heißt es: […] item stagna apud prouesthagen iacencia, scilicet magnum Tornow et paruum Tornow; […]. Die Seen befanden sich also im Hochmittelalter und zu Beginn der Neuzeit – bis zur Säkularisation 1540/46 – im Eigentum des Klosters und blieben auch in den folgenden Jahrhunderten weitgehend im Besitz der nachfolgenden Herrschaft Friedland. Das in der Urkunde genannte prouesthagen ist der alte Name von Pritzhagen.
1804 fand sich ein Eintrag als kl. Tornowsee, großer Tornow. Das Brandenburgische Namenbuch bezieht den Namen auf die altpolabische Grundform Tornov- = See, Ort bei dem Dornengestrüpp wächst zu torn = Dorn, Dornengestrüpp.

### Tornow
Die Pritzhagener Wohnlage Tornow am Nordufer des Sees besteht heute aus rund zehn Gebäuden. 1863 erwähnte Theodor Fontane hier ein Haus Tornow als zierliche Villa beziehungsweise Schweizerhaus (siehe unten). 1908 ließ Wilhelm von Oppen direkt neben der alten Villa, die in den 1960er-Jahren wegen Baufälligkeit abgerissen wurde, ein Herrenhaus errichten. In der DDR-Zeit wurde das Gut als Kinderheim genutzt. In den 1980er-Jahren kam es in diesem Spezialkinderheim „Wilhelm Pieck“ zu mehreren dokumentierten Fällen von physischer Kindesmisshandlung. Heute befindet sich auf dem inzwischen zweigeteilten Areal die „Schule am Tornowsee“, eine Einrichtung des Landes Brandenburg mit dem sonderpädagogischen Förderschwerpunkt emotionale und soziale Entwicklung beziehungsweise Autismus. Das Herrenhaus wurde hingegen von einem psycho-sozialen Träger aus Berlin zu dem Gästehaus Tornow am See um- und ausgebaut, in dem der Träger unter anderem Arbeitstrainings- und Rehabilitationsmaßnahmen für Menschen mit psychischen Erkrankungen durchführt.

## Der Große Tornowsee bei Fontane

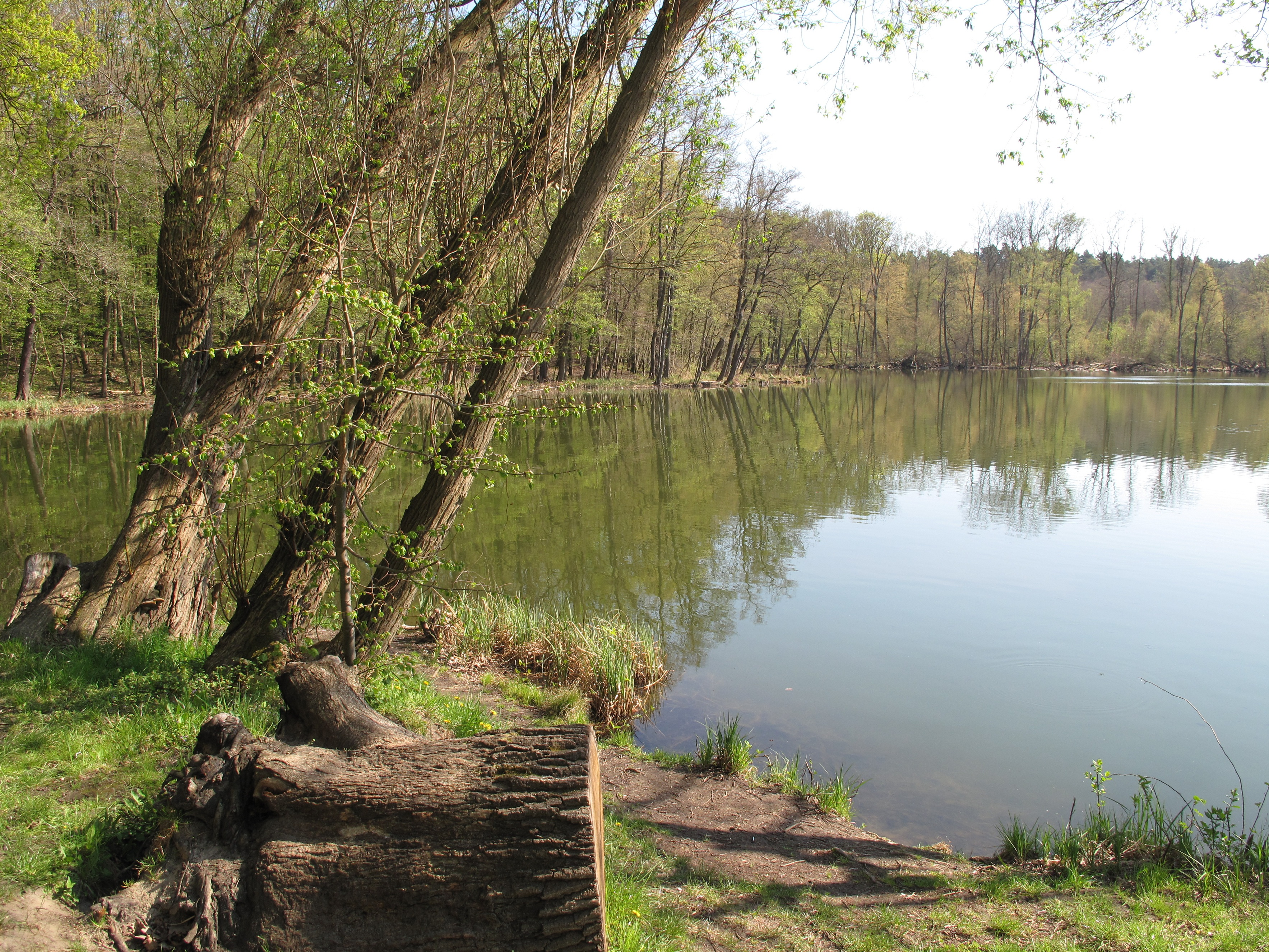
Der See im April 2011

Theodor Fontane widmete den Seen und ihrer Umgebung in den Wanderungen durch die Mark Brandenburg (Band 2, Oderland, 1863) das Kapitel Der Große und Kleine Tornow-See. Nach seinem Weg durch Bollersdorf, Pritzhagen und vorbei am kleinen See erreicht er die Silberkehle, die ihren poetischen Namen daher habe, dass sie an beiden Abhängen, wo das von Moos und Humus entkleidete Erdreich sichtbar wird, eine Wand von Glimmersand zutage tritt. Dieser Glimmersand blitzt und glitzert wie Silber und liegt so fest auf, daß es möglich ist, Namen und Figuren wie in Sandstein hineinzuschneiden. Nach der Silberkehle, die völlig den Charakter einer Gebirgsschlucht habe, liegt der See vor ihm:

„Am Ufer des großen Tornowsee erhebt sich eine Villa, ein Schweizerhaus. Der Erbauer, in Huldigung gegen den Ort, an dem er den zierlichen Bau entstehen ließ, hat ihm den Namen »Haus Tornow« gegeben. Das hat einen guten Klang. Stille weilt rundum. Es ist ein Platz für Rast und Ruhe, und wer empfände nicht die Sehnsucht danach! Bilder schmücken die Zimmer der Villa und Wein und Blumen ranken sich an Wand und Laubengang empor. Aber der schönste Blick, den »Haus Tornow« gewährt, bleibt doch der auf den See. Ein Kahn liegt bereit und trägt uns darüber hin, leicht und glatt. Denn hier walten keine tückischen Mächte. Aus der Tiefe des »kleinen Tornow« herauf könnt' uns eine Hand, eine Stimme vielleicht nach unten ziehen, aber das Wasser des großen Tornow, das eben in tausend Tropfen von unserm Ruder fällt, funkelt in allen Farben des Lichts. Ein Schwarm Tauben blitzt durch die Luft und ein Reh tritt aus dem Wald ans Ufer und blickt uns nach. Es weiß, es darf es.“

Nach einem Absatz schließt Fontane das Kapitel mit dem vielzitierten Satz:

„»Friede« ist die Parole am großen Tornowsee.“